# José Abrantes Fernández
José Manuel Abrantes Fernández (La Habana, Cuba, ca. 1931-1991) fue un militar cubano, que alcanzó el grado de General de División y que ocupó el cargo de Ministro del Interior en Cuba desde 1985 hasta 1989. Fue Jefe de Escoltas del presidente Fidel Castro.

## Biografía
Nació en la provincia de La Habana a comienzos de la década de los años treinta. Su hermano, Juan Abrantes Fernández (1935-1959) fue también conocido por participar en la Revolución Cubana y por ser Comandante del Ejército Rebelde.

### Revolución cubana
Participó en la revolución cubana desde los primeros tiempos, puesto que se incorporó, junto a su hermano Juan, al Directorio Revolucionario 13 de marzo y participó en las guerrillas libradas por dicho directorio en el sistema montañoso del Escambray, en la zona Occidental de Cuba.

### Juicio
Como en la Causa número 1 en la que el general Arnaldo Ochoa Sánchez fue juzgado por operaciones ilegales de narcotráfico, Abrantes fue juzgado en la conocida como Causa 2, en agosto de 1989. Esto, por negligencia en el servicio, abuso en el cargo, uso indebido de recursos financieros  y por ocultar información importante al gobierno de Cuba, permitiendo la realización acciones ilegales entre 1986 y 1989. Debido a todo esto fue degradado y se le sentenció a 20 años de prisión. En el juicio no solo se estaba juzgando a Abrantes, sino también a otros oficiales del Ministerio del Interior, como el también general de división Pascual Martínez Gil. Se cree que el propio Fidel Castro firmó la decisión de remoción del cargo y afirmó que lo hizo por:
«la gran deficiencia en la dirección del ministerio en relación con la conducta de un grupo de oficiales quienes durante dos años y medio llevaron a cabo operaciones de narcotráfico con impunidad y sin que fueran descubiertos».
El juicio se grabó en formato VHS y fue mostrado únicamente a miembros de la Contra Inteligencia de Cuba y a la Seguridad del Estado, pero en 2008 se hizo público el juicio por partes, mediante la plataforma de YouTube.

### Fallecimiento
Falleció en el mes de enero de 1991 a causa de un infarto, según información del gobierno cubano, con casi 60 años de edad, tras un año y unos pocos meses de prisión. Le sucedió en el cargo como Ministro del Interior, el General de Cuerpo de Ejército Abelardo Colomé Ibarra.